# بخش انکون
بخش انکون (به اسپانیایی: Ancón District) یک سکونتگاه مسکونی در پرو است که در لیما واقع شده‌است.

## خصوصیات
بخش انکون ۲۹۹٫۲۲ کیلومترمربع مساحت و ۲۹٬۴۱۹ نفر جمعیت دارد و ۳ متر بالاتر از سطح دریا واقع شده‌است.

## نگارخانه

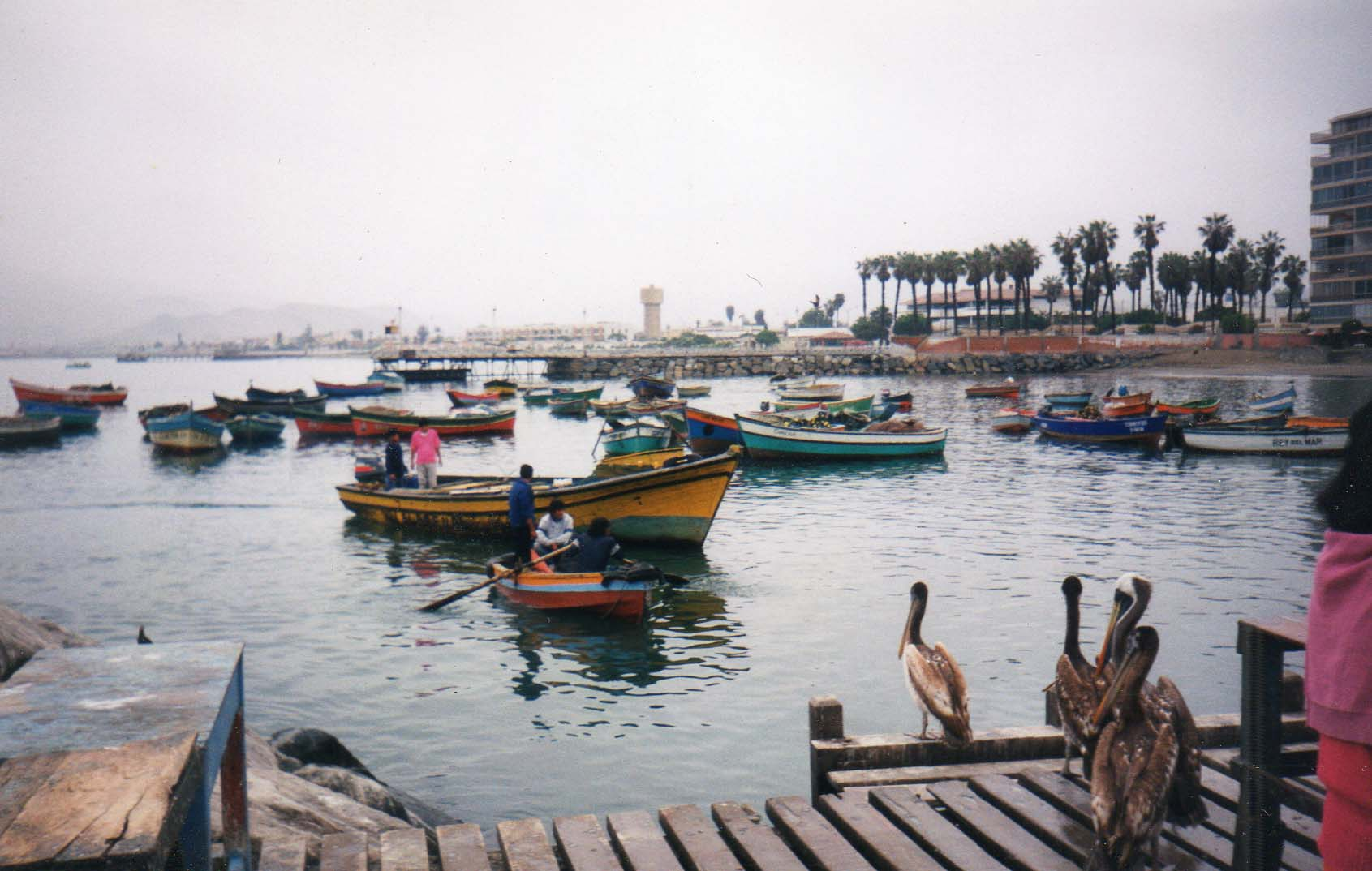
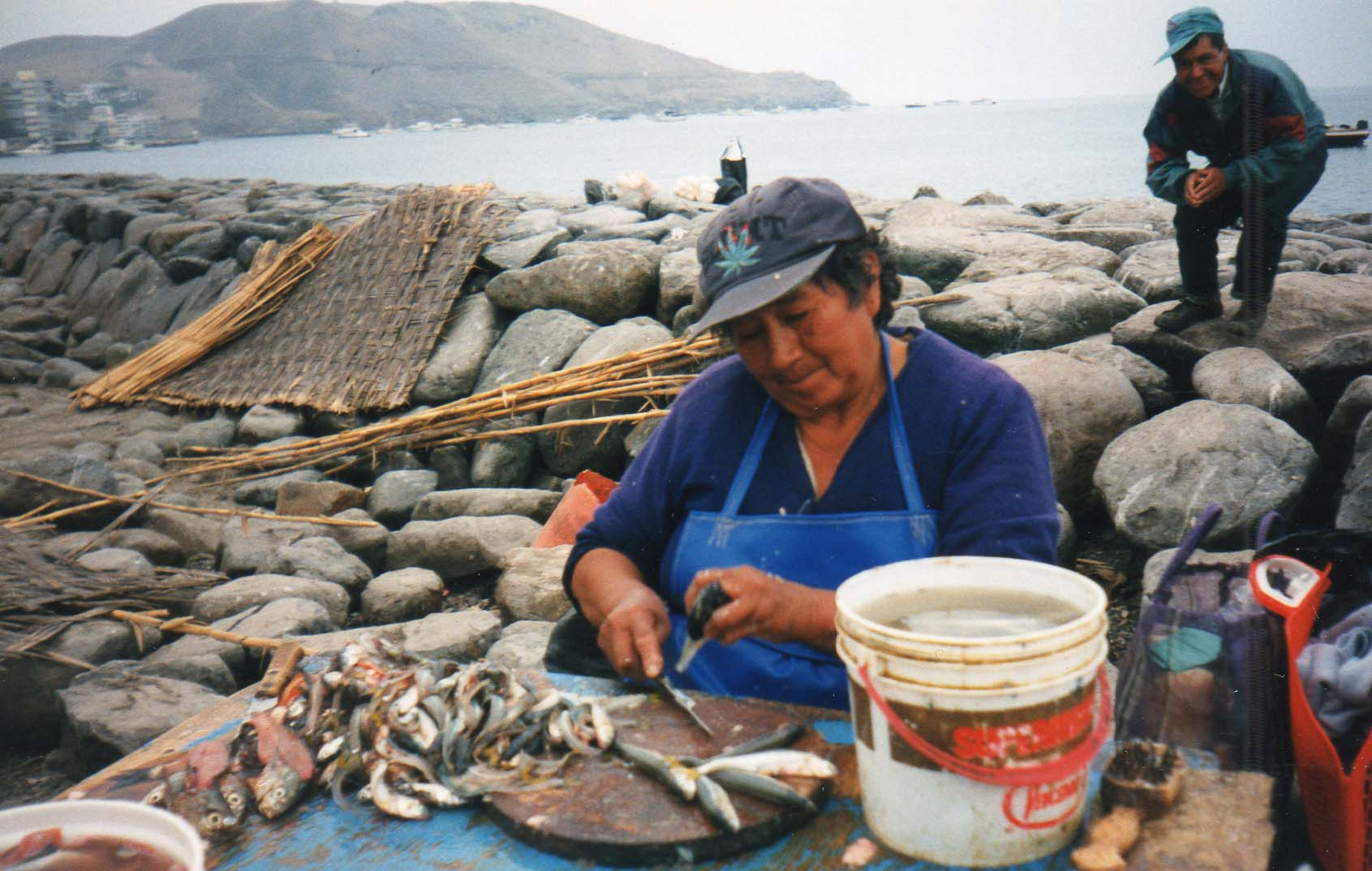
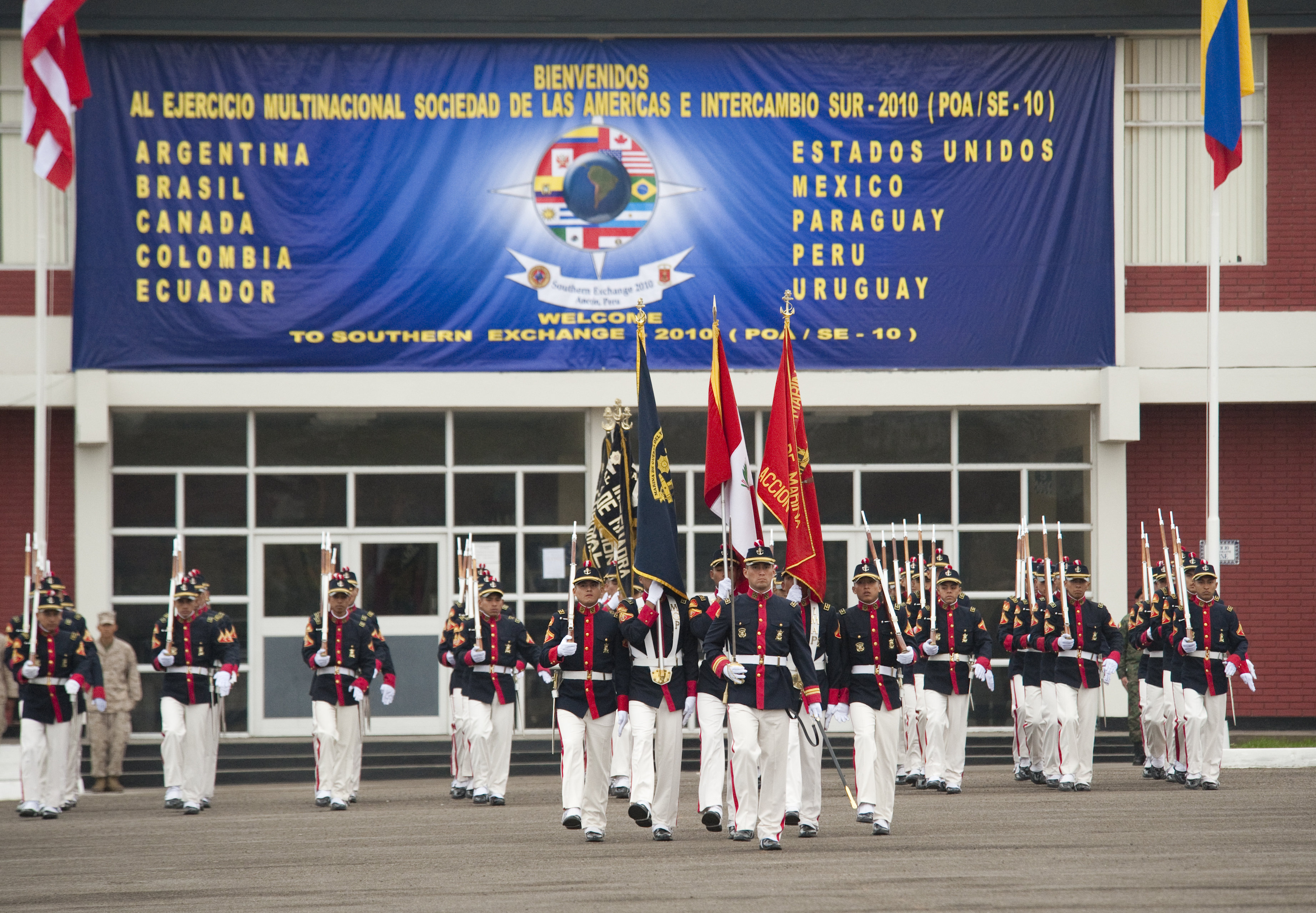